# Добра (Зґерський повіт)
Добра (пол. Dobra) — село в Польщі, у гміні Стрикув Зґерського повіту Лодзинського воєводства.
Населення — 572 особи (2011).

## Демографія
Демографічна структура станом на 31 березня 2011 року:
|          | Загалом | Допрацездатний вік | Працездатний вік | Постпрацездатний вік |
| -------- | ------- | ------------------ | ---------------- | -------------------- |
| Чоловіки | 287     | 60                 | 199              | 28                   |
| Жінки    | 285     | 48                 | 162              | 75                   |
| Разом    | 572     | 108                | 361              | 103                  |